# Като Педина
Ка̀то Педина̀ или Като Судена̀ (на гръцки: Κάτω Πεδινά, до 1929 година Κάτω Κάμπος, Като Камбос, до 1928 година Κάτω Σουδενά, Като Судена) е село в Северозападна Гърция, дем Загори, област Епир. Според преброяването от 2001 година населението му е 87 души. Старото име на селото Судена, произлиза от българското Студена.